# Under Cold Blue Stars
Under Cold Blue Stars är den amerikanske artisten Josh Rouses tredje album. Skivan släpptes 2002 och blev också hans sista för skivbolaget Slow River Records.

## Låtlista
1. "Twilight"
2. "Nothing Gives Me Pleasure"
3. "Miracle"
4. "Christmas With Jesus"
5. "Under Cold Blue Stars"
6. "Ugly Stories"
7. "Feeling No Pain"
8. "Ears to the Ground"
9. "Summer Kitchen Ballad"
10. "Women and Men"
11. "The Whole Night Through"